# Bubušinac
Bubušinac (cyr. Бубушинац) – wieś w Serbii, w okręgu braniczewskim, w mieście Požarevac. W 2011 roku liczyła 735 mieszkańców.